# Expedición (álbum)
Expedición es el decimocuarto álbum del cantautor cubano Silvio Rodríguez.
Tras una serie de discos acompañados solo con guitarra, en 2002 Silvio editó un disco sinfónico, donde las orquestaciones y arreglos están realizados por el autor.
La canción «Quédate» pertenece al repertorio de su debut musical al público en general, presentada el martes 13 de junio de 1967 en el programa de televisión «Música y estrellas», junto con «Es sed» y «Sueño del colgado y la tierra».

## Lista de canciones
1. Totí - 4:04
2. El baile - 3:54
3. Expedición - 4:01
4. Fronteras - 5:20
5. Amanecer - 3:54
6. Sortilegio - 5:16
7. Hace no sé que tiempo ya - 2:36
8. Ese hombre ( o Ese hombre que por hechos) - 3:41
9. Anoche fue la orquesta - 5:46
10. La mancha - 3:20
11. Quédate - 4:11
12. Tiempo de ser fantasma - 6:13

## Músicos
- Silvio Rodríguez - Voz, coros, arreglos y orquestaciones. Guitarra en Sortilegio
- Niurka González - Flauta
- Pancho Amat - Tres cubano
- María Victoria del Collado - Piano
- Jorge Reyes - Contrabajo
- Andrés Escalona y Francisco Valdés - Contrabajo (arco)
- Yanela Lojos - Arpa
- Enrique Plá - Batería
- Luis A. Barrera - Timpani y percusión orquestal
- Inor Sotolongo - Percusión cubana
- Anabell López - Voz en Expedición, Fronteras y Anoche fue la orquesta
- Vicente Monterrey - Clarinete
- Romy Fernández-Paradela - Oboe
- Francisco Santiago, Graciano Jiménez y Gerardo Portillo - Corno francés
- Elpidio Chappotín - Trompeta
- Roberto García - Trompeta y fliscorno
- Alfredo Muñoz, Augusto Diago, Ada Villalonga, Irina Vázquez, Hugo Cruz, Desirée Justo, Reyner Guerreo, Iresi García, Mario Fernández, Silvio Duquesne, Julio César García, Yanet Infanzón, Javier Filiú, Niurus Naranjo, Ramsés Puentes - violines
- Roberto Herrera, José Garardo Marón, Marta Salgado, Jacqueline García, Mirelis Morgan, Keyla Ortiz - violas
- Felipa Moncada, Alejandro Rodríguez, Arelys Zaldívar, Elis Regina Ramos, Yesenia Fales - cellos